# Aronne Miola
Aronne Miola (Sossano, 1937) è un imprenditore e dirigente sportivo italiano, noto per essere stato presidente del Vicenza Calcio dal 1999 al 2004 e fondatore assieme a Gianfranco Barizza dell'azienda tessile Forall, proprietaria del marchio d'abbigliamento maschile Pal Zileri.

## Biografia
Nato negli anni '30 in provincia di Vicenza, nel 1970 assieme a Gianfranco Barizza fonda l'azienda tessile Forall, che prende il nome dall'unione delle parole in lingua inglese "for all" ("per tutti").
Nel 1980 i due imprenditori fondarono a Quinto Vicentino il marchio d'abbigliamento maschile Pal Zileri, che deve il nome a Palazzo Zileri, un edificio ubicato nel centro storico di Vicenza. In questo decennio i prodotti dell'azienda vennero venduti non solo in Italia, ma anche in Europa, America e Asia.
Nel 1989 la Pal Zileri di Miola e Barizza divenne sponsor ufficiale del Vicenza Calcio per nove stagioni consecutive fino al 1998, ottenendo notevole popolarità negli stati europei nella seconda metà degli anni '90, quando la squadra biancorossa vinse la Coppa Italia 1996-1997 e negli stadi d'Europa partecipò alla Coppa delle Coppe 1997-1998.
Nel gennaio 1999 Aronne Miola divenne presidente del Vicenza Calcio, succedendo a Paolo Scaroni. Il giorno seguente, a seguito della sconfitta in trasferta contro la Fiorentina venne esonerato l'allenatore Franco Colomba e al suo posto subentrò Edoardo Reja. Nella Serie A 1998-1999, alla sua prima stagione da presidente della squadra biancorossa, il campionato si concluse con un'amara retrocessione al penultimo posto.
Nella stagione 1999-2000, con la riconferma del tecnico Reja in panchina, il Vicenza capolista ritornò subito in Serie A dopo una sola stagione di Serie B, grazie al maggior numero di vittorie (20) ed al miglior attacco del campionato (69 gol fatti) dovuto ad un ottimo reparto offensivo in cui si distinsero Gianni Comandini, Pasquale Luiso e Cristian Bucchi. La squadra guadagnò la promozione con due giornate di anticipo rispetto alla fine del campionato.
Al termine della Serie A 2000-2001 il Vicenza di Miola retrocedette, non bastò la vittoria all'ultima giornata in trasferta contro l'Udinese per agguantare lo spareggio-salvezza alla fine lontano un solo punto.
L'annata 2001-2002 fu la stagione del centenario. La compagine veneta venne considerata tra le grandi favorite al ritorno nella massima serie e Miola riprovò la scalata alla Serie A assumendo come timoniere Eugenio Fascetti. Dopo pochi giorni dalla sconfitta del 23 dicembre 2001 contro la Sampdoria, l'allenatore venne esonerato, a seguito di una posizione in classifica al di sotto delle aspettative. Al suo posto subentrò il duo Adelio Moro e Fabio Viviani. La Serie A rimase lontana parecchi punti e il campionato si concluse al nono posto in classifica.
Nella stagione 2002-2003 Miola portò sulla panchina biancorossa il tecnico Andrea Mandorlini. All'inizio del campionato il Vicenza si trovò nella zona bassa della classifica ma con il passare delle partite, grazie a 7 vittorie consecutive, si issò al primo posto in classifica. Successivamente scivolò in classifica e terminò il campionato all'ottava posizione. L'attacco vicentino fu il migliore di quest'edizione della Serie B con 55 gol fatti.
Nell'annata 2003-2004 Miola fece arrivare a Vicenza l'allenatore Giuseppe Iachini che riuscì a salvare tranquillamente la squadra composta da molti giovani debuttanti nella serie cadetta a causa di difficoltà economiche.
Nel 2004 Aronne Miola diede le proprie dimissioni: la presidenza biancorossa passò nelle mani di Sergio Cassingena.
Nel 2014 i fondi d'investimento del Qatar e dell'Egitto diventano soci di maggioranza della Pal Zileri e nel 2016 acquistano interamente la società Forall e il brand Pal Zileri.